# Buenavista, Tarimoro
Buenavista är en ort i Mexiko.   Den ligger i kommunen Tarimoro och delstaten Guanajuato, i den centrala delen av landet, 200 km nordväst om huvudstaden Mexico City. Buenavista ligger 1 776 meter över havet och antalet invånare är 275.
Terrängen runt Buenavista är kuperad åt nordost, men åt sydväst är den platt. Runt Buenavista är det ganska tätbefolkat, med 70 invånare per kvadratkilometer. Närmaste större samhälle är Celaya, 20,0 km norr om Buenavista. Trakten runt Buenavista består till största delen av jordbruksmark.